# Albrecht Weiß
Albrecht Weiß (* 22. September 1890 in Göttingen; † 28. Oktober 1961 in Heidelberg) war ein deutscher Jurist und Nationalökonom.

## Leben
Der Sohn des Theologen Johannes Weiß sowie der Enkel der Theologen Bernhard Weiß und Albrecht Ritschl, studierte Jura und Nationalökonomie. Er war Mitglied der Studentenverbindung Rupertia Heidelberg. 1914 promovierte er in Heidelberg an der juristischen Fakultät. 1921 trat er in die Badische Anilin & Sodafabrik in Ludwigshafen (heute BASF) ein und wurde um 1922 Leiter der Wohlfahrtsabteilung. Zunächst Mitglied der Deutschen Volkspartei (DVP) trat er nach deren Auflösung 1933 dem Stahlhelm und mit dessen Integration auch der Sturmabteilung (SA) bei. 1937 wurde er NSDAP-Mitglied und Mitglied weiterer NS-Organisationen. Als Direktor im Ludwigshafener Werk der IG Farben wurde im Nürnberger IG-Farben-Prozess (1947/48) gegen ihn ermittelt; aufgrund seines Gesundheitszustandes wurde aber letztlich keine Anklage erhoben. 1948 gründete er die „Arbeitsgemeinschaft für soziale Betriebsgestaltung“ in Mannheim als Institut zur Weiterbildung von Führungskräften, die eng mit der ebenfalls von ihm 1948 (wieder) gegründeten Arbeitsgemeinschaft für betriebliche Altersversorgung e. V. (aba) kooperierte. 1953 wurde er in den Hauptausschuss des Deutschen Vereins für öffentliche und private Fürsorge gewählt.
Weiß war Gründungsherausgeber der Zeitschrift Mensch und Arbeit. Bereits in der NS-Zeit erhielt er Lehraufträge, ab 1956 war er Honorarprofessor der Universität Heidelberg.

## Auszeichnungen
- 1952: Verdienstkreuz am Bande des Verdienstordens der Bundesrepublik Deutschland.
- 1960: Großes Verdienstkreuz des Verdienstordens der Bundesrepublik Deutschland[3].

## Schriften (Auswahl)
- Die rechtliche Stellung des deutschen Fremdenlegionärs, zugleich Dissertation Universität Heidelberg, Heidelberg: Winter 1914.
- Gesundheitsführung im Großbetrieb, in: Die Gesundheitsführung, Ziel und Weg. Monatsschrift des Hauptamtes für Volksgesundheit der NSDAP, 1940 (11), S. 421–424.
- Aus der Praxis der sozialen Betriebsgestaltung: Aufsätze, Auszüge und Beiträge, Aufsätze herausgegeben von Irma Hoffmann (Mensch und Arbeit, Beiheft 4), München/Düsseldorf: Steinebach 1950.
- Schlüsselkräfte des Betriebes (Mensch und Arbeit, Beiheft 5), München/Düsseldorf: Steinebach 1951.
- Das eigene Heim für Arbeiter und Angestellte: Vortrag, Köln: Deutscher Industrieverlag 1953.
- (1959): Die Betriebe und ihre alten Mitarbeiter. In: Nachrichtendienst des Deutschen Vereins für Öffentliche und Private Fürsorge (NDV) 39 (10/11), S. 330.
- (1959): Die Jubilarvereine in Italien. In: Nachrichtendienst des Deutschen Vereins für Öffentliche und Private Fürsorge (NDV) 39 (10/11), S. 367–368.
- (1960): Bleiben der Werkfürsorge noch Aufgaben nach der allgemeinen Erhöhung des Lebensstandards? In: Nachrichtendienst des Deutschen Vereins für Öffentliche und Private Fürsorge (NDV) 40 (10), S. 345–347.